# Mieczysław Broniatowski

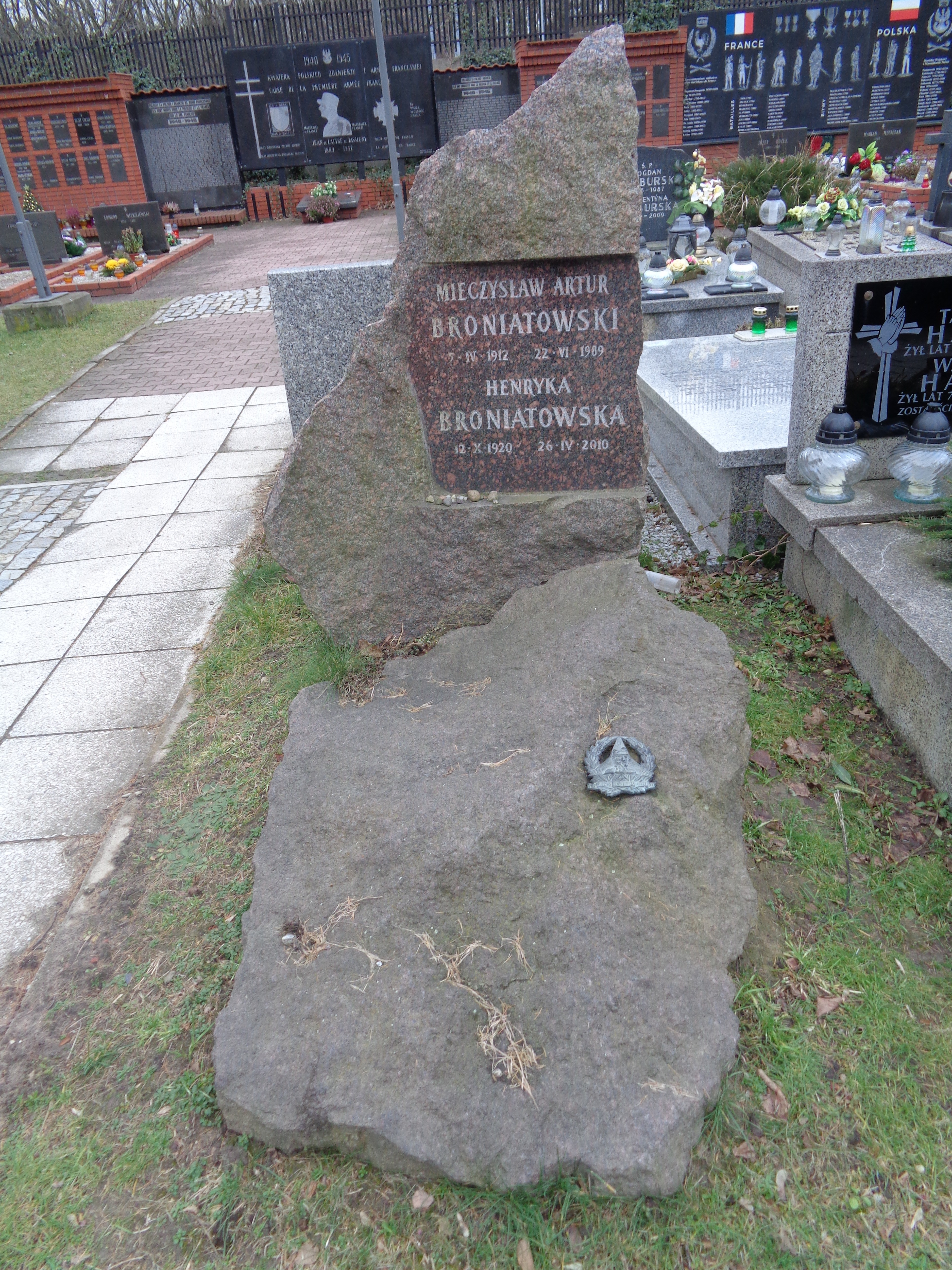
Grób Mieczysława Broniatowskiego na cmentarzu Wojskowym na Powązkach w Warszawie

Mieczysław Artur Broniatowski (ur. 5 kwietnia 1912 w Częstochowie, zm. 22 czerwca 1989 w Warszawie) – polski polityk komunistyczny, funkcjonariusz organów bezpieczeństwa państwa PRL,  prawnik, urzędnik państwowy PRL, pułkownik Służby Bezpieczeństwa PRL. Uczestnik wojny domowej w Hiszpanii (dąbrowszczak) i II wojny światowej.

## Życiorys
Urodził się w rodzinie Pawła, lekarza, i Felicji z domu Liberman. Do 1931 uczył się w Gimnazjum im. Henryka Sienkiewicza w Częstochowie. W 1930 związał się ze Związkiem Młodzieży Szkolnej, w efekcie czego na dwa tygodnie przed maturą został zatrzymany przez policję i usunięty ze szkoły. Maturę zdał eksternistycznie w 1932 w Krakowie. Od 1932 studiował medycynę w Lyonie, później, od 1933 na Uniwersytecie Jagiellońskim w Krakowie. Był członkiem „Lewicy Akademickiej”, komunistycznej organizacji studenckiej, w której pełnił funkcję sekretarza komórki. W maju 1935 został aresztowany i skazany na 1,5 roku więzienia za działalność komunistyczną, zwolniony w związku z amnestią w grudniu 1935. Podczas krótkiego pobytu w więzieniu związał się z Komunistycznym Związkiem Młodzieży Polski (KZMP). Po rozpoczęciu hiszpańskiej wojny domowej we wrześniu 1936 wyjechał z Polski do Paryża, w styczniu 1937 został przerzucony do Hiszpanii. Wziął udział w walkach batalionu dąbrowszczaków, w składzie XIII Brygady Międzynarodowej w stopniu porucznika, wstąpił do Komunistycznej Partii Hiszpanii (KPH). Od lipca 1938 do lutego 1939 kierował organizacją partyjną KPH w XIII Brygadzie.
Po zakończeniu wojny w Hiszpanii internowany we Francji. W lutym 1941 przewieziony z obozu we Francji kontynentalnej do obozu w oazie Dżilfa u podnóża  Atlasu w  Algierii francuskiej (razem m.in. z Henrykiem Toruńczykiem i Mieczysławem Szleyenem). W obozie zachorował na gruźlicę, w związku z tym został przeniesiony do obozu w Berrouaghii k. Algieru. 
Po lądowaniu aliantów w Afryce Północnej  w listopadzie 1942 uwolniony z obozu. Za pośrednictwem i z pomocą konsula ZSRR  cała grupa komunistów polskich internowanych w Afryce Północnej,  przy pomocy Brytyjczyków została skierowana  drogą morską z tunezyjskiego Safakis do Port Saidu,  następnie do Palestyny i poprzez Bagdad i  Teheran do Krasnowodska w ZSRR, gdzie przybyli 14 lipca 1943. Po półtoramiesięcznej weryfikacji przez NKWD pięciu spośród przybyłych, w tym Broniatowski, zostało skierowanych do miejsca formowania 1 Polskiej Dywizji Piechoty im. Tadeusza Kościuszki w Sielcach, gdzie dotarli 10 września 1943. Broniatowski został mianowany szefem Wydziału Personalnego w Zarządzie Politycznym sztabu dywizji, co świadczy o zaufaniu władz sowieckich i Związku Patriotów Polskich. Po utworzeniu 1 Korpusu Polskich Sił Zbrojnych w ZSRR kierownik Wydziału Personalnego w Zarządzie Polityczno-Wychowawczym korpusu w stopniu kapitana. 
12 sierpnia 1944 skierowany przez ppłk. Romana Zambrowskiego (od 15 lipca 1944 szefa Zarządu Polityczno-Wychowawczego I Armii WP) do Resortu Bezpieczeństwa Publicznego Polskiego Komitetu Wyzwolenia Narodowego w charakterze oficera do zadań specjalnych w stopniu majora. Obowiązki objął formalnie 26 sierpnia 1944. Był kierownikiem Wojewódzkiego Urzędu Bezpieczeństwa Publicznego w Warszawie (1944–1945), początkowo z siedzibą w Otwocku, z ramienia którego organizował struktury PUBP, m.in. w Płocku i WUPB w Rzeszowie. Był dyrektorem Centralnej Szkoły Ministerstwa Bezpieczeństwa Publicznego w Łodzi (1945–1947) oraz p.o. dyr. Centrum Wyszkolenia MBP w Legionowie (1947–1948). 
Następnie z-ca dyr. Departamentu Ekonomicznego Ministerstwa Ziem Odzyskanych (1948–1949), dyr. Biura Społeczno-Administracyjnego Ministerstwa Administracji Publicznej (1949–1950), dyr. Biura Społeczno-Administracyjnego URM (1950–1955), dyr./z-cą dyr. Departamentu Społeczno-Administracyjnego MSW (1955–1964), prac./z-cy dyr. Biura ds. Ochrony Powietrza Atmosferycznego Głównego Urzędu Gospodarki Wodnej (1964–1968). 
W 1961 ukończył studia na Wydziale Prawa Uniwersytetu Warszawskiego. Autor wydanych w 1986 wspomnień Zaczęło się za Pirenejami i wspomnień niepublikowanych. 
Zmarł w Warszawie i został pochowany na cmentarzu Wojskowym na Powązkach (kwatera A41-1-12).

## Rodzina
Jego żoną była Henryka z domu Lewicka – tłumaczka i wydawca. Ich synami są: Karol – polski rzeźbiarz i Michał – dziennikarz Onetu, koordynator POLITICO w Polsce, menedżer medialny.  

## Ordery i odznaczenia
- Krzyż Oficerski Orderu Odrodzenia Polski (19 lipca 1954)[3]
- Krzyż Kawalerski Orderu Odrodzenia Polski (10 października 1945)[4]
- Złoty Krzyż Zasługi (17 września 1947)[5]